# Beauharnois-Huntingdon
Pour les articles homonymes, voir Beauharnois et Huntingdon.
Beauharnois-Huntingdon est une ancienne circonscription électorale québécoise. Elle n'eut qu'un seul député, André Chenail, élu aux élections générales de 1989, 1994 et 1998. 

## Historique
Précédée de : Beauharnois et Huntingdon
Suivie de : Huntingdon
En  1988, les circonscriptions de Beauharnois et de Huntingdon sont remaniés avant d'être fusionnées pour former la circonscription de Beauharnois-Huntingdon. La circonscription ne durera que trois élections générales, car en 2001, Huntingdon est récrée à partir de cette circonscription. Beauharnois est aussi recréé.

## Liste des députés
| Législature                                                   | Années    | Député | Député        | Parti   |
| ------------------------------------------------------------- | --------- | ------ | ------------- | ------- |
| Beauharnois-Huntingdon Créée depuis Beauharnois et Huntingdon |           |        |               |         |
| 34e                                                           | 1989–1994 |        | André Chenail | Libéral |
| 35e                                                           | 1994–1998 |        | André Chenail | Libéral |
| 36e                                                           | 1998–2003 |        | André Chenail | Libéral |
| Dissoute dans Huntingdon                                      |           |        |               |         |